# 霍瓦特·哲尔吉
霍瓦特·哲尔吉（匈牙利語：Horváth György，1943年12月21日—1988年10月17日），匈牙利男子举重运动员。他曾代表匈牙利参加1972年夏季奥林匹克运动会举重比赛，获得男子82.5公斤级铜牌。